# 下蔡林场
下蔡林场是中华人民共和国福建省漳州市漳浦县下辖的一个类似乡级单位。

## 行政区划
下辖以下村级行政区划单位：
下蔡林场虚拟生活区。